# Ovacık, Başmakçı
Ovacık là một xã thuộc huyện Başmakçı, tỉnh Afyonkarahisar, Thổ Nhĩ Kỳ. Dân số thời điểm năm 2011 là 338 người.